# Isidro Díaz González
Isidro Díaz González (Gimialcón, 24 maggio 1954) è un ex calciatore spagnolo, di ruolo attaccante.

## Palmarès

### Club

#### Competizioni nazionali
- Campionato spagnolo: 3

Real Madrid: 1977-1978; 1978-1979; 1979-1980
- Coppa di Spagna: 2

Real Madrid: 1979-1980; 1981-1982
- Coppa della Liga: 1

Real Madrid: 1985

#### Competizioni internazionali
- Coppa UEFA: 1

Real Madrid: 1984-1985